# Tête du Lion
Lion är en kulle i Antarktis. Den ligger i Östantarktis. Frankrike gör anspråk på området. Toppen på Lion är 36 meter över havet.
Terrängen runt Lion är platt åt sydost, men åt sydväst är den kuperad. Havet är nära Lion åt nordost. Trakten är glest befolkad. Närmaste befolkade plats är Dumont d'Urville Station, 1,0 kilometer sydväst om Lion. 